# Петрово (Иркутская область)
Петрово — село в Жигаловском районе Иркутской области России. Административный центр Рудовского сельского поселения.

## География
Находится на правом берегу реки Лена, примерно в 33 км к юго-юго-востоку (SSE) от районного центра, посёлка Жигалово, на высоте 459 метров над уровнем моря.

## Население
| 2002 | 2010 | 2011 | 2012 |
| ---- | ---- | ---- | ---- |
| 248  | ↘198 | ↘196 | ↘187 |

По данным Всероссийской переписи, в 2010 году численность населения села составляла 198 человек (97 мужчин и 101 женщина).

## Улицы
Уличная сеть села состоит из 4 улиц.